# Сліпони
Сліпо́ни (англ. Vans shoes) — легкі кеди без шнурівки. Складаються з верхньої частини — парусини і гумової підошви.

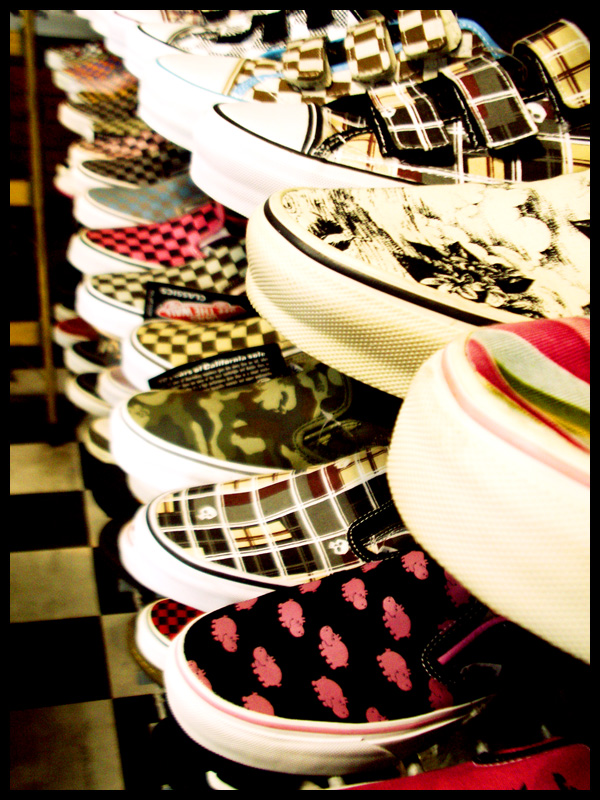
Сліпони

Творцем сліпонів став Пол ван Дорен (Paul Van Doren) — засновник компанії Vans. Сліпони були створені в 1977 році як легке спортивне взуття для серфінгу. Найбільшої популярності сліпони набули в 1982 році, після виходу на екрани фільму «Швидкі зміни в школі Ріджмонт-Хай», в якому головний герой серфер Спікколі (у виконанні актора Шона Пенна) як взуття використовував тільки сліпони.
Нині сліпони широко використовуються молоддю, і зокрема представниками субкультури — «Емо-культура».